# Saint-Pantaléon-les-Vignes
Saint-Pantaléon-les-Vignes – miejscowość i gmina we Francji, w regionie Owernia-Rodan-Alpy, w departamencie Drôme.
Według danych na rok 1990 gminę zamieszkiwało 319 osób, a gęstość zaludnienia wynosiła 38 osób/km² (wśród 2880 gmin regionu Rodan-Alpy Saint-Pantaléon-les-Vignes plasuje się na 1311. miejscu pod względem liczby ludności, natomiast pod względem powierzchni na miejscu 1249.).

## Galeria

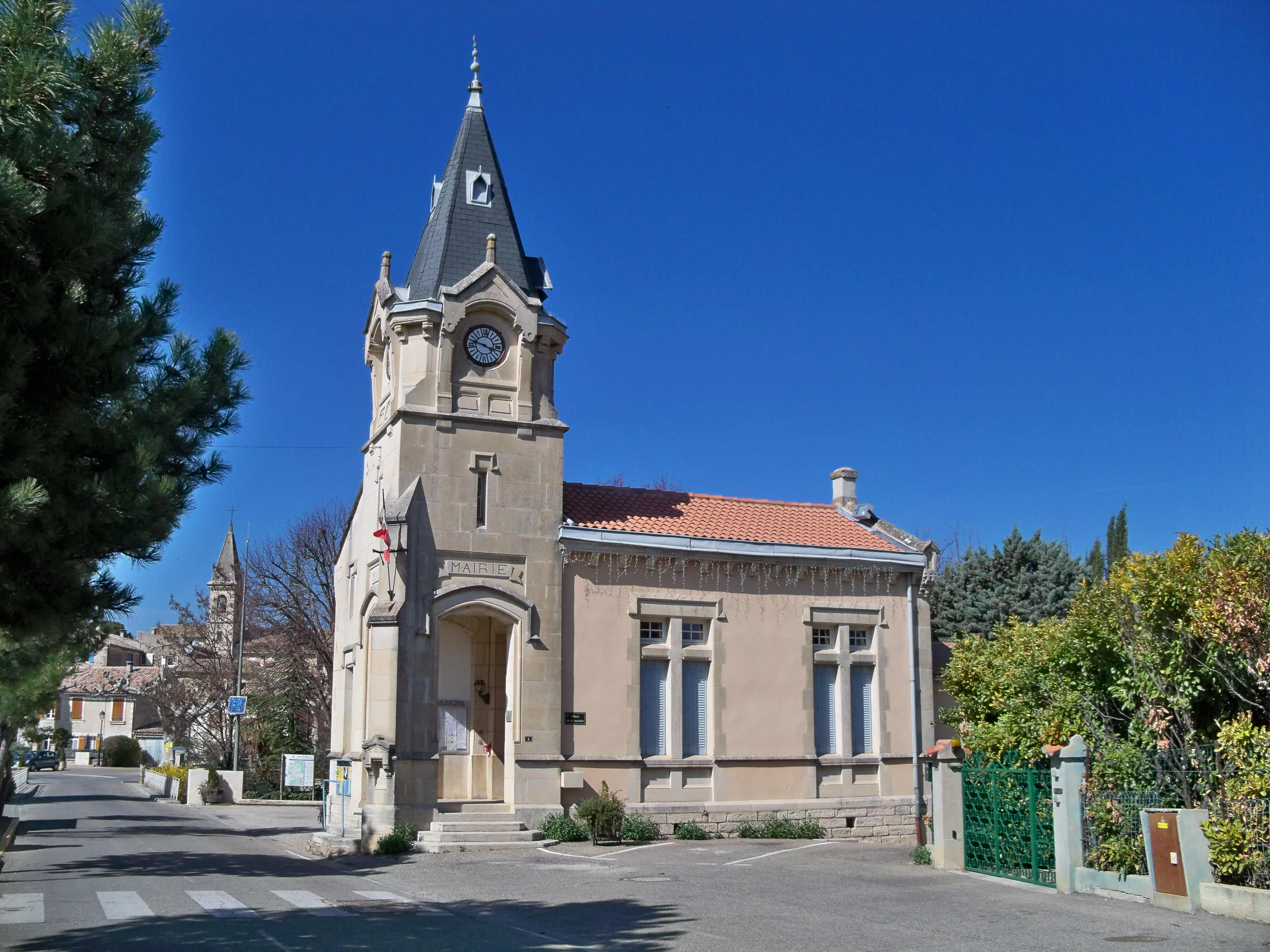
Ratusz, 2012
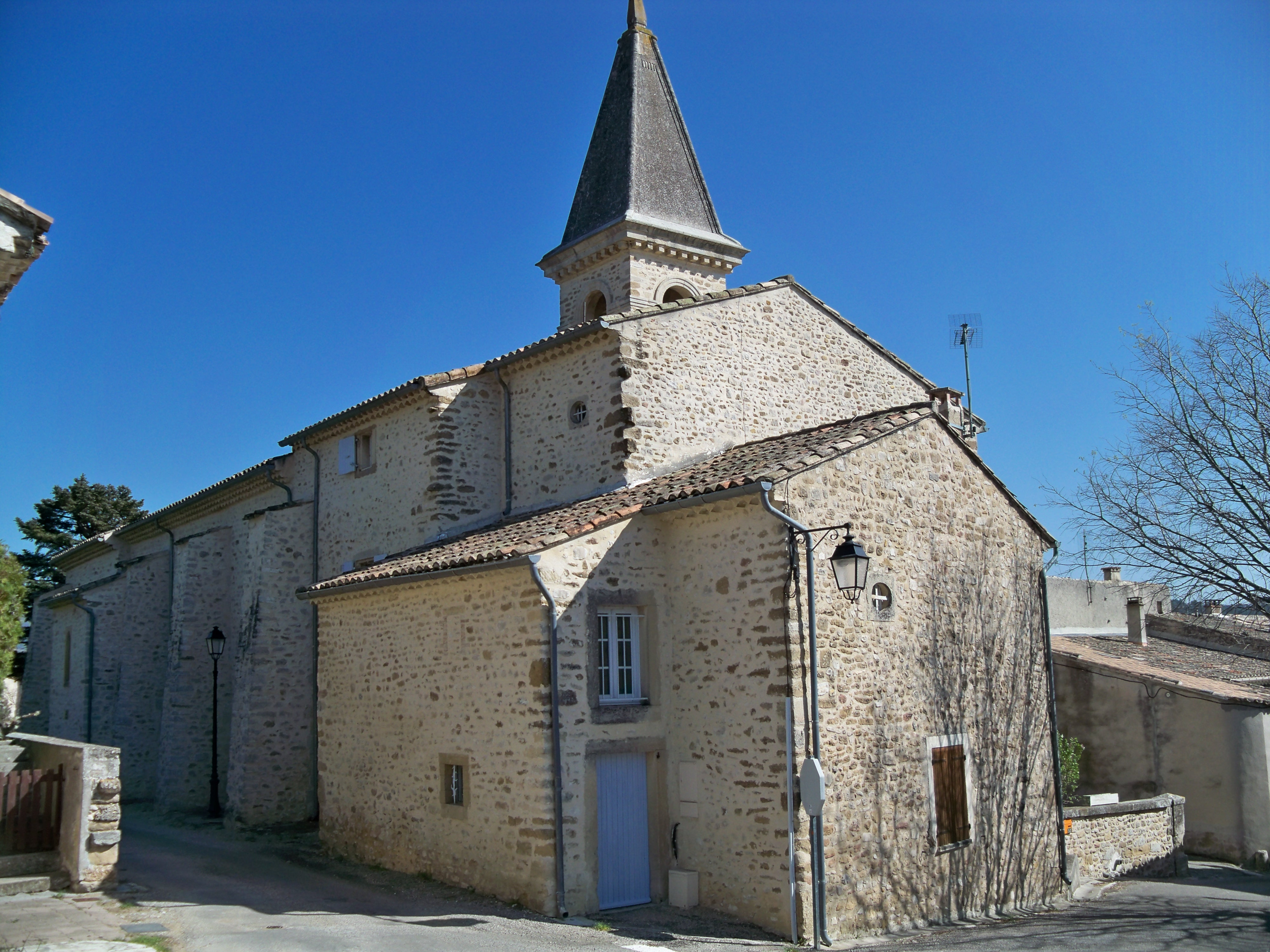
Kościół, 2012
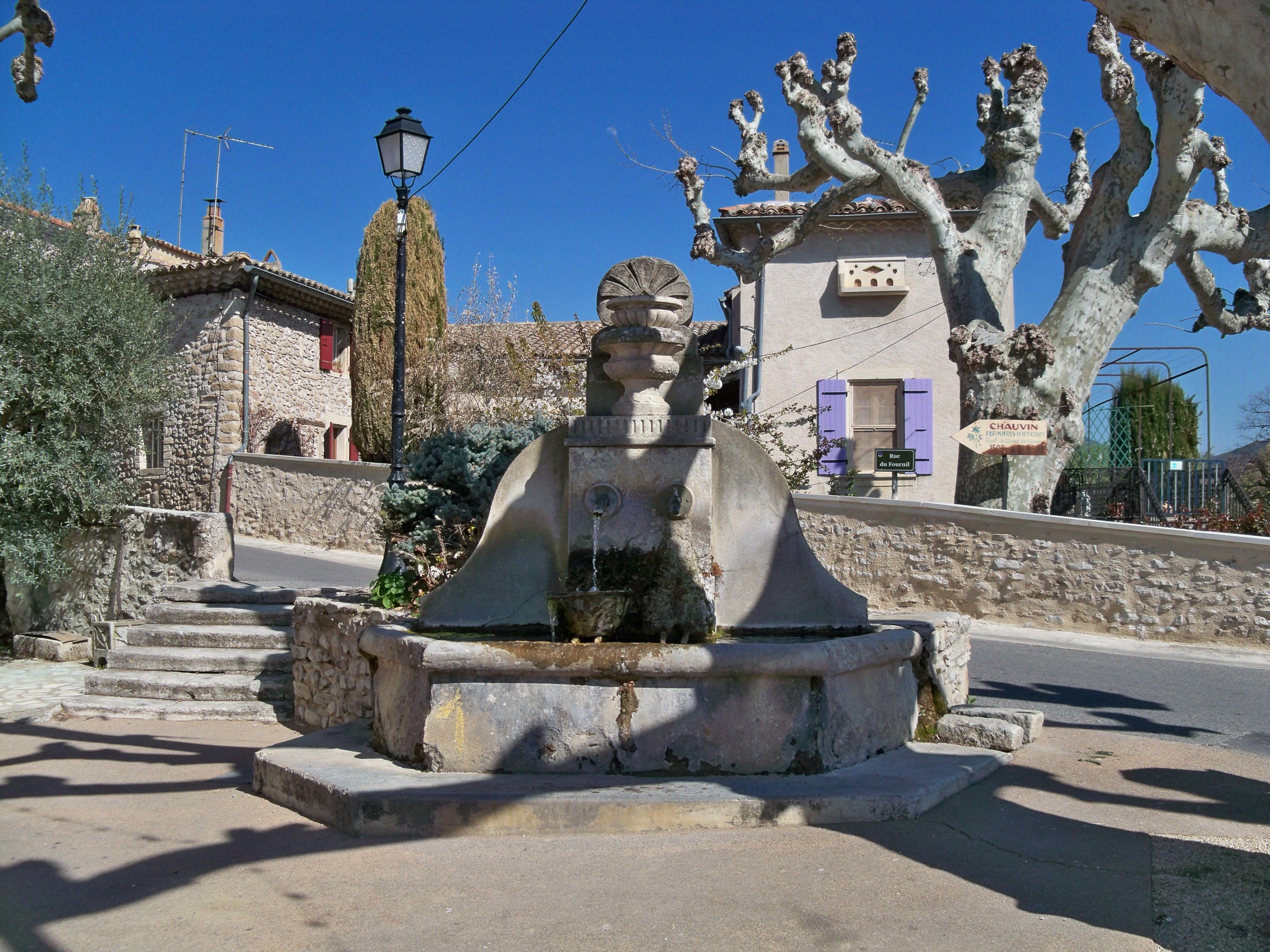
Fontanna, 2012